# Privato Pezzoli
Privato Pezzoli, né le 23 avril 1954, est un coureur de fond italien spécialisé en course en montagne. Il est champion d'Italie de course en montagne 1981.

## Biographie
Privato s'illustre dans la discipline de course en montagne en 1978 lorsqu'il permet au club athlétique de Bergame de s'imposer pour la première fois au Trophée Vanoni en signant le record individuel en 30 min 20 s.
Le 19 juillet 1980, il se rend à Llanberis avec un contingent italien mené par Gianpietro Bottà pour participer à la course du Snowdon. Malgré l'épais brouillard rendant les conditions piégeuses, Privato prend les commandes sur un rythme soutenu. Dominant la course, il s'impose en 1 h 6 min 53 s, près de deux minutes devant Andy Darby. Il devient ainsi le premier étranger vainqueur de la course,.
Privato confirme son talent en 1981 en décrochant le titre de champion d'Italie de course en montagne.
Le 5 octobre 1986, il effectue une solide course sur le parcours long du Trophée mondial de course en montagne à Sondrio et termine sixième. Il remporte la médaille d'or au classement par équipes avec Alfonso Vallicella et Costantino Bertolla. L'année suivante à Lenzerheide, alors que l'Américain Jay Johnson surprend tout le monde et décroche le titre, Privato assure la sixième place derrière son compatriote Pio Tomaselli. Alfonso Vallicella, qui connaît une grosse contre-performance, termine seulement treizième. Cela suffit au trio italien pour décrocher à nouveau l'or par équipes.
Il rejoint par la suite le comité de l'Atletica Valli Bergamasche Leffe où il occupe le poste de directeur technique.

## Palmarès
| no  | masculin          | Course                                                | Longueur | Départ            | Temps           |
| --- | ----------------- | ----------------------------------------------------- | -------- | ----------------- | --------------- |
| 1re | Médaille d'or     | Course du Snowdon                                     | 15,35 km | 19 juillet 1980   | 1 h 6 min 53 s  |
| 1re | Médaille d'or     | Malonno-Fletta                                        | 9,5 km   | 1981              |                 |
| 2e  | Médaille d'argent | Course du Snowdon                                     | 15,35 km | 21 juillet 1984   | 1 h 5 min 43 s  |
| 7e  | 7e                | Trophée mondial de course en montagne - Parcours long | 14,6 km  | 23 septembre 1985 | 1 h 11 min 1 s  |
| 1re | Médaille d'or     | Malonno-Fletta                                        | 9,5 km   | 3 août 1986       | 40 min 34 s     |
| 7e  | 7e                | Trophée mondial de course en montagne - Parcours long | 15,05 km | 5 octobre 1986    | 1 h 3 min 46 s  |
| 6e  | 6e                | Trophée mondial de course en montagne - Parcours long | 14,7 km  | 23 août 1987      | 1 h 15 min 28 s |
| 10e | 10e               | Trophée mondial de course en montagne - Parcours long | 14,0 km  | 15 octobre 1988   | 1 h 12 min 19 s |
| 1re | Médaille d'or     | Malonno-Fletta                                        | 9,5 km   | 1989              |                 |